# Frederik August 3. af Sachsen
Frederik August 3. (tysk: Friedrich August III.;født 25. maj 1865, død 18. februar 1932) var konge af Sachsen 1904-1918.

## Biografi
Frederik August var søn af kong Georg 1. af Sachsen og prinsesse Maria Anna af Portugal. I 1904 efterfulgte han sin afdøde far på den sachsiske trone, som han i 1918 abdicerede ved Tysklands nederlag i den første verdenskrig. Sammen med den tyske kejser Wilhelm 2. abdicerede alle konger og fyrster i Tyskland i 1918.

## Ægteskab og børn
Frederik August blev i 1891 gift med prinsesse Louise af Toscana, med hvem han fik seks børn, tre døtre og tre sønner:
- Georg (1893 – 1943), kronprins af Sachsen
- Friedrich Christian (1893 – 1968), markgreve af Meißen
- Ernst Heinrich (1896 – 1971), prins af Sachsen
- Margarete Karola (1900 – 1962), prinsesse af Sachsen
- Maria Alix (1901 – 1990), prinsesse af Sachsen
- Anna (1903 – 1976), prinsesse af Sachsen

Deres to ældste sønner, Georg og Friedrich Christian blev født det samme år, 1893, men var ikke tvillinger. Georg blev født i januar, mens Friedrich Christian blev født i december.
I 1903 blev Frederik August skilt fra sin hustru, der fire år senere giftede sig på ny.